# François-Philippe Champagne
Pour les articles homonymes, voir Champagne.
François-Philippe Champagne, né le 25 juin 1970 à Greenfield Park (Québec), est un avocat, homme d'affaires et homme politique canadien.
Membre du Parti libéral du Canada, il est député de la circonscription de Saint-Maurice—Champlain à la Chambre des communes depuis 2015.
Il exerce plusieurs responsabilités ministérielles dans le cabinet de Justin Trudeau : ministre du Commerce international de 2017 à 2018, ministre de l'Infrastructure et des Collectivités de 2018 à 2019, ministre des Affaires étrangères de 2019 à 2021 et ministre de l'Innovation, des Sciences et de l'Industrie de 2021 à 2025. Après le départ de Trudeau, il devient en mars 2025 ministre des Finances dans le gouvernement de Mark Carney.

## Biographie

### Jeunesse et études
Fils de Gilles Champagne, avocat et homme d'affaires, et de Lucille Racine, François-Philippe Champagne entame en 1989 des études en droit à l'Université de Montréal. En 1992, après son cursus montréalais, il devient étudiant d'été de l’Académie de droit international de La Haye (Pays-Bas), où il obtient un certificat en droit international. Admis au barreau du Québec en 1994, il devient titulaire la même année d'une maîtrise en droit avec mention de l'Université Case Western Reserve de Cleveland (Ohio).

### Carrière privée
Il travaille alors aux États-Unis dans le domaine du droit. Par la suite, il se rend à Gênes et à Zurich où il travaille pour ABB, puis en 2008 à Londres, où il travaille chez AMEC à titre de directeur du développement stratégique, avocat-conseil principal, directeur en chef de l’éthique et membre du comité de direction. Il siège aussi sur plusieurs conseils d’administration, dont celui de l'Incheon Bridge Corporation (Séoul), du Centre d'excellence en efficacité énergétique de Shawinigan ou de Bionest Technologies. En 2009, il est nommé parmi les Young Global Leaders dans le cadre du Forum économique mondial de Davos en Suisse.

### Engagement politique
Il est investi candidat du Parti libéral du Canada dans Saint-Maurice—Champlain le 19 mai 2014. Lors des élections fédérales du 19 octobre 2015, après avoir parcouru le terrain pendant plus de deux ans, il est élu député, obtenant 41,52 % des votes exprimés. Il s'agit du premier élu libéral dans la circonscription depuis sa création en 2003.
Le 3 décembre 2015, il est nommé secrétaire parlementaire du ministre des Finances du Canada, Bill Morneau. Le 17 mai 2016, l’analyse du journal Maclean’s dénote que François-Philippe Champagne est le député qui s’exprime le plus dans les deux langues officielles à la Chambre des communes parmi les 338 députés. Le 7 juin 2016, François-Philippe Champagne se démarque en étant nommé « député du gouvernement le plus efficace à la période des questions orales » dans le sondage annuel du renommé hebdomadaire The Hill Times qui couvre la politique fédérale canadienne.
Le 10 janvier 2017, François-Philippe Champagne effectue son entrée au conseil des ministres en étant nommé ministre du Commerce international. À ce titre, il participe notamment à l'adoption partielle et provisoire de l'Accord économique et commercial global avec l’Europe, le 21 septembre 2017. À la suite d'un remaniement ministériel le 18 juillet 2018, il est nommé ministre de l'Infrastructure et des Collectivités.
Le 20 novembre 2019, il est nommé ministre des Affaires étrangères, succédant à Chrystia Freeland. Le 12 janvier 2021, il quitte ce poste pour celui de ministre de l'Innovation, des Sciences et de l'Industrie.
En janvier 2025, il fait partie des candidats potentiels à la succession de Justin Trudeau à la tête du Parti libéral du Canada mais il annonce finalement ne pas se présenter.
Le 14 mars 2025, il est nommé ministre des Finances par Mark Carney, succédant à Dominic LeBlanc.